# Bobří potok

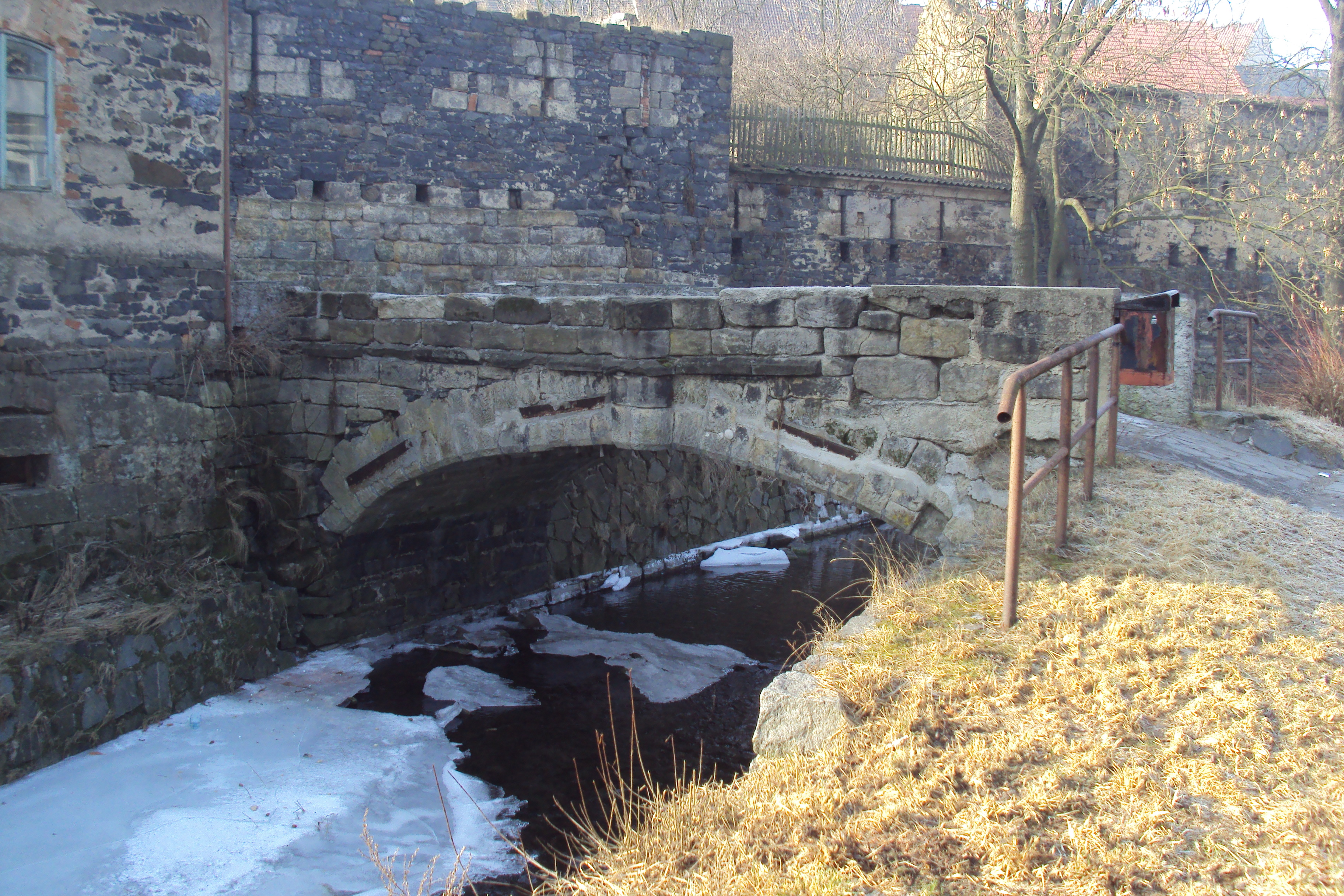
Der Bobří potok an der Stadtbefestigung von Kravaře

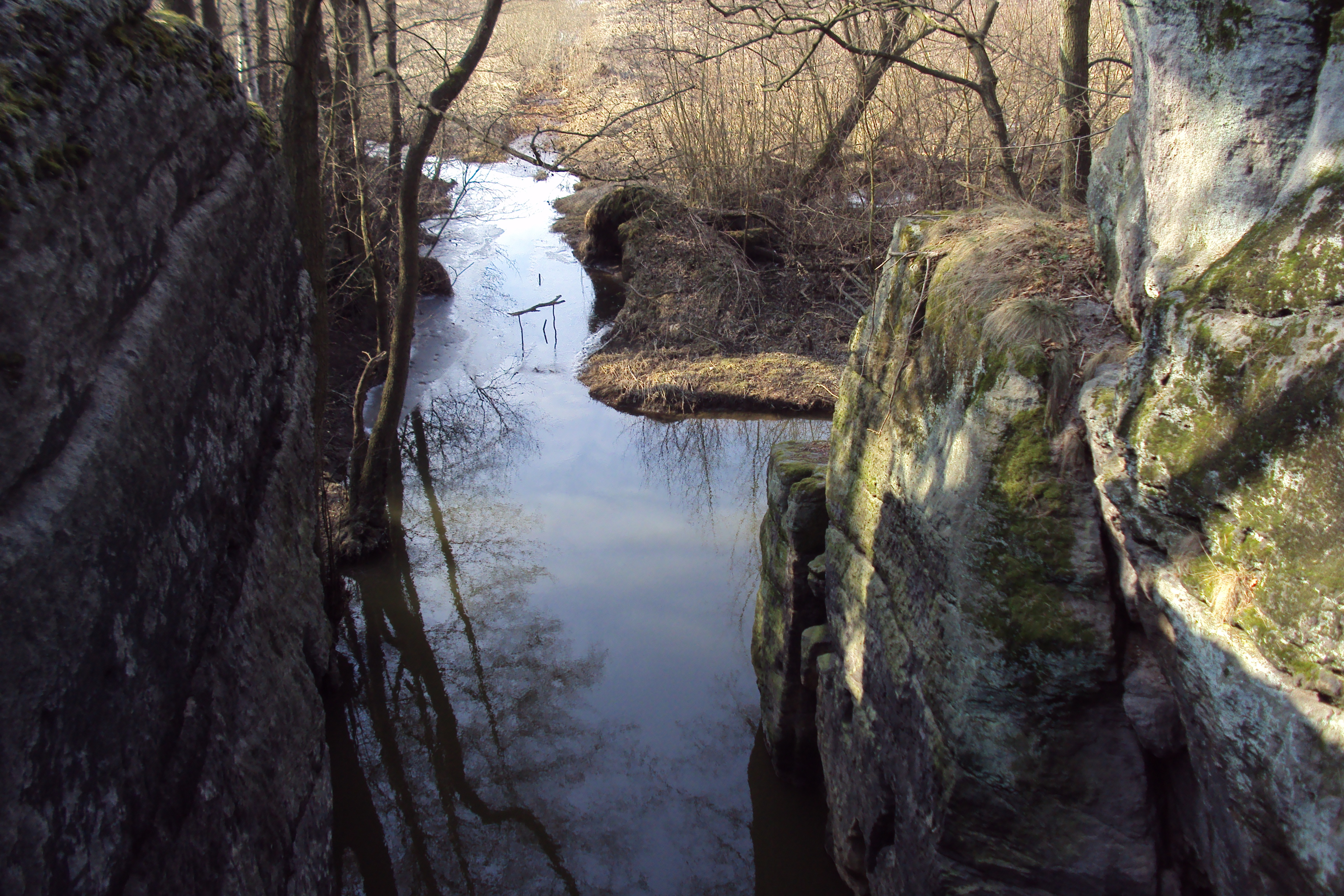
Der Bobří potok vor dem Münchner Schlucken

Der Bobří potok (deutsch Bieberbach) ist ein linker und zugleich der größte Zufluss des Robečský potok in Tschechien.

## Verlauf
Der Bobří potok entspringt am östlichen Fuße der Buková hora im Böhmischen Mittelgebirge, seine Quelle liegt westlich des Dorfes Příbram. Entlang seines in südöstliche, später östliche Richtung führenden Oberlaufs erstrecken sich die Orte Příbram, Verneřice und Loučky.
Bei den Wüstungen Malá Javorská (Kleinjober), Malé Loučky (Niederschönau) und Starosti (Sorge) bildet der Bobří potok zwischen den Hügeln Tokaniště (535 m) und Starosti (551 m) ein tiefes Durchbruchstal, die Bobří soutěska (Bieberklamm) mit einem Wasserfall (Bobří vodopád). Rechtsseitig stürzt vom Antenstein der Sorgebach in einem weiteren Wasserfall in die Klamm. Ein Teil der Klamm um den Bobří vodopád ist seit 1968 auf 0,81 ha als Naturdenkmal PP Bobří soutěska. Seit 2013 ist die Klamm zudem Teil des Fauna-Flora-Habitats Binov - Bobří soutěska.
Am Modrý vrch (442 m) ändert der Bobří potok seine Richtung nach Südosten und fließt vorbei an den Orten Veliká und Janovice nach Kravaře und Víska. Bei Veliká zweigt links ein Nebenarm ab, der durch Janovice fließt und sich in Víska wieder mit dem Hauptlauf vereinigt. Danach wendet sich der Bach ostwärts; sein breites Tal, in dem die Orte Sezímky und Stvolínky sowie das Schloss Stvolínky liegen, wird im Süden vom Ronov (Ronberg; 552 m) und Vlhošť (Wilschtberg, 614 m) begrenzt. Vorbei an Malý Bor, der Burgruine Vítkovec, Holany, Rybnov, der Burgruine Rybnov, Sádky und Borek führt der Unterlauf durch das Teichgebiet Holanské rybníky (Hohlener Teiche). Nach der Einmündung des Dolský potok wird der Bobří potok durch die Mnichovská průrva (Münchner Schlucken), den in den Sandsteinfels gehauenen Abflusskanal des ehemaligen Münchner Teiches, in den Novozámecký rybník (Hirnsener Großteich) geleitet und mündet dort nach 28 Kilometern in den Robečský potok.

## Zuflüsse
- Dolina (l), unterhalb von Stvolínky
- Kolenský potok (l), unterhalb von Stvolínky
- Litický potok (r) im Dolanský rybník
- Dolský potok (r), bei Borek

## Teiche
- Dolanský rybník, bei Malý Bor
- Hrázský rybník bzw. Mlýnský rybník, bei Malý Bor
- Milčanský rybník, bei der Burgruine Vítkovec
- Holanský rybník, bei Holany